# GAMESS (UK)
GAMESS (UK) è un software di chimica computazionale il cui nome deriva dall'inglese General Atomic and Molecular Electronic Structure System. Il codice originale di GAMESS è stato diviso nel 1981 nelle varianti GAMESS (US) e GAMESS (UK), le quali adesso differiscono significativamente. Molti dei primi sviluppi nella versione UK derivavano dal precedente programma UK basato su ATMOL, il quale, diversamente da GAMESS, mancava di strumenti analitici per l'ottimizzazione delle geometrie.
GAMESS (UK) è in grado di realizzare un certo numero di calcoli generali di chimica computazionale, compresi il metodo di Hartree-Fock, la teoria perturbativa di Møller-Plesset (MP2 e MP3), metodo coupled cluster (CCSD & CCSD(T)), teoria del funzionale della densità (DFT), interazione di configurazione (CI), e altri metodi avanzati per il calcolo della struttura elettronica.
Grazie al codice TURTLE, sviluppato da J.H. van Lenthe, è possibile il calcolo delle funzioni d'onda del legame di valenza tramite combinazione lineare di orbitali atomici (LCAO).